# クビンカ戦車博物館
クビンカ戦車博物館（クビンカせんしゃはくぶつかん、ロシア語: Военно-исторический музей бронетанкового вооружения и техники в Кубинке, 英語通称：Kubinka Tank Museum）とは、モスクワ郊外にあるクビンカ基地の敷地内にあるロシアの戦車・装甲車輌の博物館である。世界中から集めた300両以上の戦車・装甲車が展示されており、世界中でここにしかない車両も多い。

## 概要
モスクワ近郊のクビンカは、第二次世界大戦前より、旧ソビエト連邦の装甲車両中央研究所（НИИ БТ）およびそのテストコースの所在地であり、現在の博物館の展示車輌は、その資料として収集・保存されたものが核となっている。
1972年頃に装甲車両中央研究所施設内に保管されていた車両を展示品とする博物館として整備され始めたという。当初は全車両が野外展示されていたが、1975年に軍のハンガーを利用して多くの車両を屋内展示するようになった。長らく軍部や軍需産業関係者など一部の人々しか参観することができない施設であったが、その後、一般公開されるようになった。西側にその存在が知られるようになったのはグラスノスチ以降のことで、それまで西側では現存していないと思われていた各国の装甲車輌や、知られていなかったソ連の試作戦車などの存在が明らかになった。
革命戦争期に使われた第一次世界大戦型の戦車はじめ、古今東西の戦車・装甲車輌300輌以上を所蔵し、イギリスのボービントン戦車博物館と並ぶ世界最大級の戦車博物館となっている。
軍の研究所・試験場の付属施設であることから、鹵獲車輌の評価試験も行っていたため、第二次世界大戦中のドイツ軍ほか枢軸各国の車輌、朝鮮やベトナム、中東、南米等で入手した冷戦期の西側各国の車輌も多い。また、近年は海外の博物館との交換で入手した車輌、ロシア領内で発掘された大戦中の車輌等もあり、所蔵車両はなお増加している。以前は（特に鹵獲車輌の）塗装やマーキングが考証を考慮しないものであったが、ソ連崩壊後は各車輌のレストアも進み、改正されつつある。

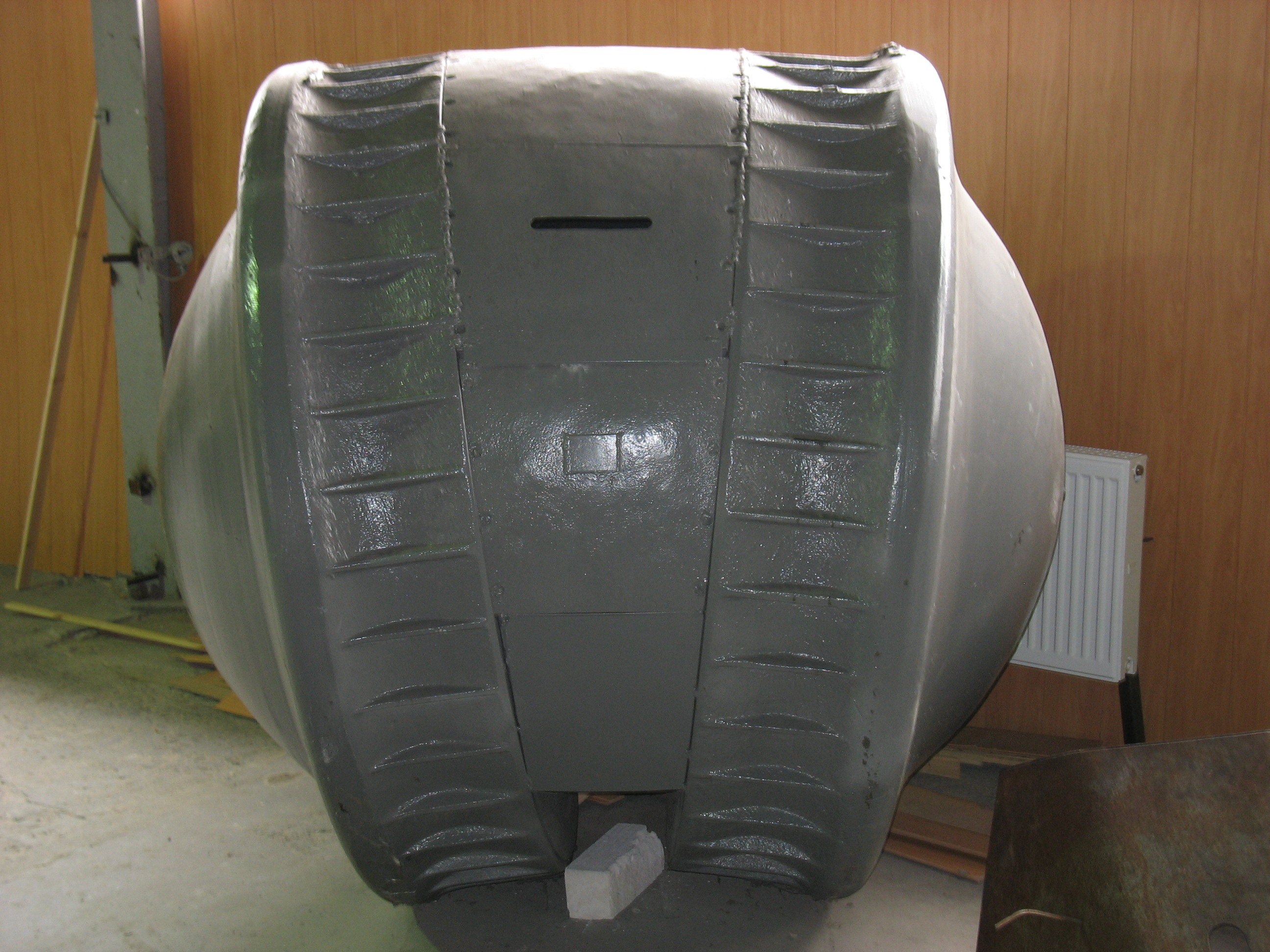
クビンカ戦車博物館にしか現存しないクーゲルパンツァー

現在、展示車両は7つの展示館に収容されているほか、若干の屋外展示がある。展示館は、
- 第1棟：ソ連・ロシア軍車両（重戦車）
- 第2棟：ソ連・ロシア軍車両（中戦車およびMBT）
- 第3棟：ソ連・ロシア軍車両（軽戦車、空挺車両、装甲兵員輸送車等）
- 第4棟：ソ連・ロシア軍車両（装輪車両）
- 第5棟：アメリカ、イギリス軍車両
- 第6棟：第二次世界大戦中のドイツ軍車両
- 第7棟：その他の国々（フランス、日本、チェコ、ポーランド、ハンガリー、中国等）の車両

よりなる。
大戦中のドイツ軍の超重戦車マウスやカール自走臼砲、33B突撃歩兵砲、VK3001(H) 12.8cm自走砲、ミーネンロイマー、開発経緯・使途不明の“クーゲルパンツァー（球形戦車）”、旧日本海軍の特二式内火艇、旧ソ連で核戦争下での行動を想定して設計された試作重戦車オブイェークト279、ミサイル戦車IT-1、重戦車IS-4、IS-7ほか多数の試作戦車など、ここにしか現存しない車輌を多数所蔵していることも大きな特色である。

## アクセスと料金
クビンカ(Кубинке)駅より無料のシャトルバスが運行、帰りも30分間隔でバスが出ている。
かつては入場に際し、外国人は10日以上前に申請が必要とされていたが2015年現在では事前申請もなく撮影料込みの入場料1200ルーブル(休日は1500)を支払うだけで許可される。
この場合ガイドはつかないが自由に行動できる。